# Perrero
Perrero (piemontesisch Pré, okzitanisch Perrier) ist eine Gemeinde in der italienischen Metropolitanstadt Turin (TO), Region Piemont. 

## Lage und Einwohner
Perrero liegt 63 km westlich von Turin im Valle Germanasca, in den Cottischen Alpen, nahe der Grenze zu Frankreich. Das Valle Germanasca ist ein Seitental des Val Cluson und eines der drei Waldensertäler, in denen die calvinistische Laienbewegung der Waldenser ihr Rückzugsgebiet hatte. Das Gemeindegebiet umfasst eine Fläche von 63 km² und hat 557 Einwohner (Stand 31. Dezember 2023). 
Die angrenzenden Gemeinden sind oberhalb im Germanasca-Tal Salza di Pinerolo, Prali und Massello, im Val Chisone Roure, Perosa Argentina, Pomaretto und Pramollo und im Val Pellice (südlich der Berge) Angrogna und Villar Pellice.

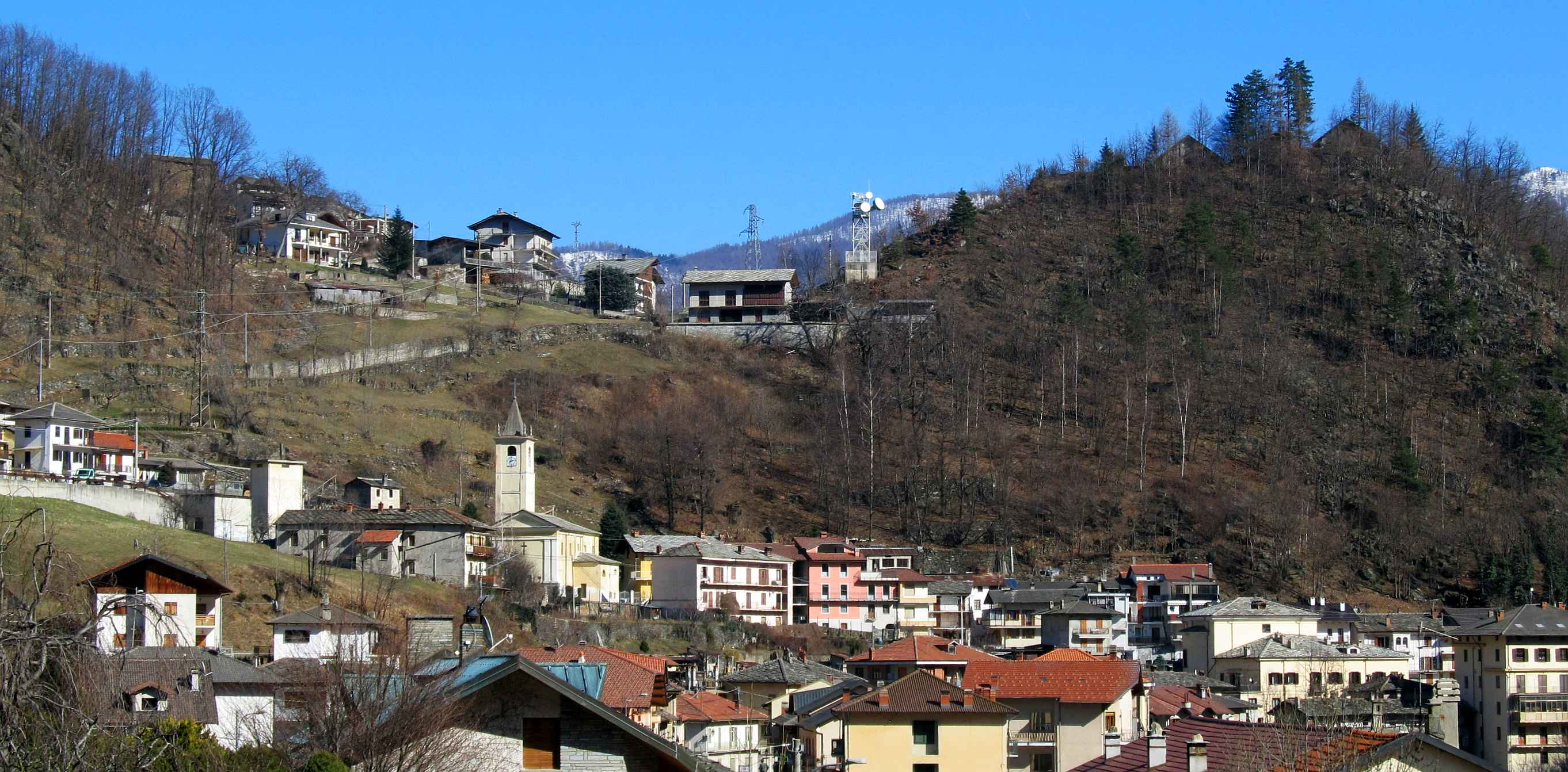
Panorama

### Bevölkerungsentwicklung

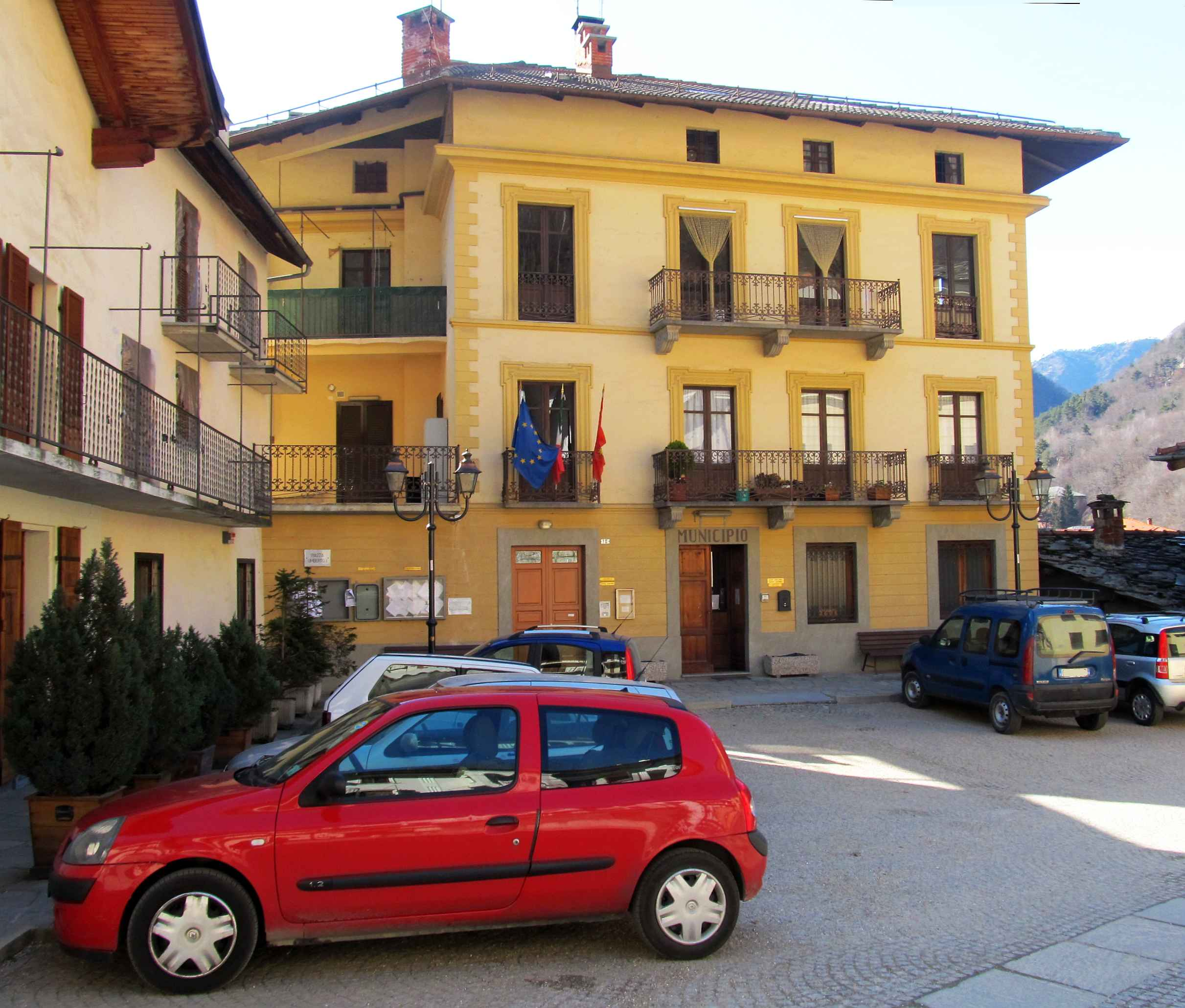
Rathaus

## Geschichte
Der Name Perrero könnte vom mittelalterlichen Begriff pererium abgeleitet sein, was steiniger Ort bedeutet.